# Jo the Waiter
«Jo the Waiter» (с англ. — «Официант Джо») — песня английского музыканта Гэри Ньюмана, изначально выпущенная его нью-вейв-группой Tubeway Army в 1978 году на одноимённом дебютном студийном альбоме. Критики и поклонники часто называют эту песню одной из лучших в альбоме, и Ньюман в последнее десятилетие или около того часто исполняет её на концертах (возможно, по просьбе своей жены Джеммы, которая считает её своей любимой песней).
Сюжет повествует об одиноком мужчине, который вспоминает неудачный гомосексуальный роман с официантом, у которого он когда-то работал. Он «зализывает» свои психологические раны после разрыва, а вокруг него толпятся наркоманы и любители валиума. Фраза «Young men need love special» — цитата из романа Уильяма С. Берроуза «Голый завтрак» (1959 г.). По словам биографа Стива Мэлинса, Ньюман взял за основу для песни реальную потерю своей девушки Джоанны Кейси, изменил сексуальную ориентацию отношений на противоположную, а затем приукрасил историю, чтобы получилась финальная версия текста. Как и многие песни Ньюмана того периода, она напоминает мир Берроуза с его зависимостями, гомосексуальностью и неудавшимися отношениями, предшествуя увлечению писателя научной фантастикой, которое проявилось в последующем и последнем студийном альбоме Tubeway Army Replicas (1979 г.).
«Jo the Waiter» — один из немногих акустических гитарных треков Ньюмана, наряду с «The Monday Troop» и «Crime of Passion» (также написанными и записанными в 1978 году, но не выпущенными до 1993 года в составе сборника The Plan).